# ブルーノ・メンデス・チッタディーニ
ブルーノ・メンデス・チッタディーニ（Bruno Méndez Cittadini、1999年9月10日 - ）は、ウルグアイ・モンテビデオ出身のサッカー選手。デポルティーボ・トルーカFC所属。ポジションはDF。ウルグアイ代表。

## クラブ経歴
2011年にモンテビデオ・ワンダラーズFCの下部組織に加入し、2017年にトップチームデビューを果たした。
2019年2月28日、隣国ブラジルのSCコリンチャンス・パウリスタへ移籍し、4年契約を結んだ。2021シーズンと翌シーズンの夏まではSCインテルナシオナルへとレンタル移籍をして経験を積んだ。
2023年12月26日、翌年1月1日にグラナダCFへ2年半の契約で加入することが決定した。
2024年7月9日、デポルティーボ・トルーカFCに移籍した。

## 代表経歴
2017年からウルグアイの世代別代表へ招集され始め、2019年5月には2019 FIFA U-20ワールドカップへ出場した。
2018年11月16日、ブラジル代表との親善試合にて先発フル出場したことでウルグアイ代表デビューを飾った。2022年10月には2022 FIFAワールドカップに臨むウルグアイ代表の予備登録メンバーに選出されたが、本大会の登録メンバーからは落選した。